# Albert Bertalan
Albert Bertalan, né le 21 septembre 1899 à Jászberény et mort le 28 décembre 1957 à Clécy, est un peintre hongrois et français.
Il fut membre de l'Association des nouveaux artistes.

## Biographie
Albert Bertalan est en Hongrie l'élève de Jenő Körmendi-Frim (hu), Károly Kernstok, Béla Iványi-Grünwald, István Réti et Adolf Fényes, avant son arrivée à Paris où en 1924 il suit les cours de l'Académie Julian. Il se lie très vite d'amitié avec Nicolas Czinober, autre peintre hongrois, arrivé la même année à Paris.
Les catalogues du Salon d'Automne le disent installé au 82, boulevard des Batignolles à Paris.

## Expositions

### Expositions personnelles
- 1925 : Galerie Bernheim-Jeune, Paris.
- Expositions non datées de son vivant : Nuremberg et Galerie Paz Lazlo, Budapest.
- juillet-août 2011 : Hamza Museum et Jász Gallery, Jászberény.

### Expositions collectives
- 1926-1930 : Salon des indépendants, Paris.
- À partir de 1926 : Salon d’Automne, Paris.
- 1930 : Salon des Tuileries, Paris.

## Réception critique
- « On retrouve chez lui un lyrisme expressif et tumultueux propre aux artistes de l'Europe centrale, mais ses thèmes, loin de refléter le monde slave du désespoir qui l'anime, sont au contraire aimables et souriants. » - Gérald Schurr[3]

## Prix et distinctions
- Prix Szinvei, 1928.

## Collections publiques

### France
- Musée départemental de l'Oise, Beauvais, Portrait de Maurice Boudot-Lamotte, dessin.
- Institut national d'histoire de l'art (donation collection Jacques Doucet)

### Hongrie
- Musée Janus Pannonius, Pécs.
- Hamza Museum, Jászberény.

## Collections privées
- Oprah Winfrey, Chicago Water Tower[4],[5].